# 巴曼尼得斯篇
巴曼尼得斯篇為柏拉圖對話錄]之一，也被視為最難理解的一篇。
對話內容為當時兩大哲學家巴门尼德與埃利亚的芝诺的會面，以及年輕的蘇格拉底。會面的內容是埃利亚的芝诺主張他的一元論而與當時主張多元論的學者相互衝突，這些學者認為一元論當中充斥著荒謬與矛盾。